# Bad Copy
Bad Copy je hip-hop skupina nastala 1996. godine u Beogradu. Osnovali su je Ajs Nigrutin i Miki Boj 1996. godine. Nakon što je Miki Boj poginuo na  Kosovu 1999. godine, Ajs Nigrutin pravi dužu pauzu. Godine 2000. mu se pridružuju Timbe i Skaj Vikler koji obnavljaju grupu. Oni izdaju album Sve sami hedovi (2003) i Najgori do sada (2006). Godine 2008. grupa se raspada. Oni su obnovili grupu 2012. godine i izdali album Krigle 2013. godine.

## Diskografija
- Orbodmebej, 1996.
- Sve Sami Hedovi, 2003.
- Najgori Do Sada , 2006.
- Krigle, 2013.